# Ruhan Nel
Pour les articles homonymes, voir Nel.

a Compétitions nationales et continentales officielles uniquement.

b Matchs officiels uniquement.
Dernière mise à jour le 24 novembre 2021.
Ruhan Nel, né le 17 mai 1991 à Port Elizabeth, est un joueur sud-africain de rugby à XV et à sept. Il joue pour les Stormers en Super Rugby et la Western Province en Currie Cup et Rugby Challenge. Il joue principalement aux postes de centre ou d'ailier.

## Carrière
Ruhan Nel joue pour l'équipe junior des Pumas lors du championnat provincial des moins de 19 ans en 2010. Il rejoint ensuite les Golden Lions de Johannesbourg en 2012 et débute en senior dans le match de la Vodacom Cup 2012 contre les rivaux locaux des Blue Bulls. Il joue pour les Golden Lions lors du Championnat provincial des moins de 21 ans en 2012, et fait trois autres apparitions seniors en Vodacom Cup en 2013. Il fait ses débuts en Currie Cup pour les Golden Lions durant la saison 2013, en tant remplaçant lorsqu'il entre en jeu à la 54e minute contre les Free State Cheetahs de l'État libre, inscrivant un essai dans les cinq minutes qui ont suivi. 
Il représente les Griquas en Currie Cup First Div en 2015. 
Nel fait partie de l'équipe sud-africaine de rugby à sept pour la manche du Gold Coast Sevens 2014 de l'IRB Sevens World Series 2014-2015.

## Palmarès

### En club
- Vainqueur de l'United Rugby Championship en 2022 avec les Stormers.

### En sélection
- Vainqueur des Sevens Series : 2017 et 2018.
- Médaille de bronze à l'épreuve de rugby à sept des Jeux Olympiques 2016.